# 普雷斯科特山谷 (亚利桑那州)
普雷斯科特山谷（英文：Prescott Valley），是美国亚利桑那州亚瓦派县下属的一座城市。面积约为38.65平方英里（约合100.1平方公里）。根据2010年美国人口普查，该市有人口38,822人，人口密度为1,004.40/平方英里。在建制上，该市属于“Town”。